# О Санвон
О Санвон (кор. 오상원; народився 5 листопада 1930 року, Сеул) — корейський письменник і журналіст, представник післявоєнної корейської літератури.
О Санвон писав романи, які досліджують людські проблеми, спричинені ідеологічними конфліктами. На тлі національної трагедії Корейської війни він утвердив свій статус післявоєнного письменника, створивши в персонажах сильних людей, здатних долати труднощі. Представницькі роботи — «Відстрокування» і «Повстання».

## Біографія
О Санвон народився 5 листопада 1930 року в Сончоні, Пьонянбук-до, Корея. Закінчив середню школу Йонсан, пізніше — Сеульський національний університет зі ступенем бакалавра французької мови та літератури і працював автором редакції Тон-а Ільбо.
В дитинстві він був сором'язливим хлопчиком, любив грати у футбол у школі. Санвон продовжував здаватися слабким і м'яким навіть у студентські роки, поки не почав працювати журналістом. Тоді чоловік став захоплюватися й алкоголем.
Спочатку він хотів стати інженером, щоб мати стабільну основу для життя, але незабаром вирішив, що «лише мистецтво має потенціал для створення людей», і змінив свою мету на літературу. Його літературний шлях почався з вивчення корейської мови. Для письменників, які виросли під японським правлінням, це була сумна доля — після дитинства заново вивчати рідну мову.
Найбільшим прихильником письменника О Санвона в молодості був його двоюрідний брат. Він згадував, що отримав велику допомогу від нього колись і що він також перебував під великим впливом його ідеології. Коли кузена було вбито, Санвон сказав: «Навіть у молодому віці я пізнав жалюгідну темряву людства».
Він продовжував відвідувати уроки літератури, попри війну, і в 1953 році, коли закінчив університет, то подав свою п'єсу «Іржаві фрагменти» на конкурс сценічної п'єси та пізніше був відібраний. Тоді ж ця п'єса «Іржаві фрагменти» (Ноксенин папьон) перемогла на конкурсі Асоціації нового театру, а дебютував він як письменник-романіст вже у 1955 році, коли його оповідання «Відстрокування» (Ює) було опубліковано в газеті Ханґук Ільбо.
Згодом він приєднався до Чосун Ільбо у 1959 році та працював репортером у відділі культури, а наступного року, у 1960, він перейшов до Тон-а Ільбо та влаштувався репортером у відділі соціальних справ. Коли Тон-а Бродкаст було засновано у квітні 1963 року, його призначили заступником директора відділу новин, і він обіймав цю посаду до 1968 року. У 1969 році письменник перейшов на посаду заступника директора райвідділу та працював там до 1970 року, а вже у 1971 році був призначений на іншу посаду райвідділу, на якій залишився до 1972 року.
Після цього О Санвон працював редакційним автором для Тон-а Ільбо з 1973 року і помер через рак печінки в лікарні Сеульського національного університету в Йонґон-доні, Чонло-ґу, у Сеулі 3 грудня 1985 року.
Разом із Сон Ухві та Лі Бомсоном, він — прозаїк, який представляє післявоєнну літературу Кореї. Вважається, що О Санвон написав найбільше літературних творів серед післявоєнних романістів. Можливо, це тому, що він закінчив факультет французької мови та літератури, але кажуть, що письменник має певну схожість із романами Андре Мальро. Деінде уточнюється, що його дипломна робота теж була про Андре Мальро.

## Творчість
Корейський інститут перекладу літератури підсумовує внесок О Санвона в корейську літературу: Французький біхевіоризм та екзистенціалізм, з якими він зіткнувся в коледжі, сильно вплинули на літературну уяву О Санвона. Його твори несуть в собі свідчення політичного хаосу після власного визволення та закінчення трагедії Корейської війни через персонажів, які сміливо чинять критику зовнішньої реальності. «Зрада» (Мобан), історія, яка принесла йому літературну премію Тонін 1958 року, розповідає про терориста, якому доводиться вибирати між своєю совістю та обов'язком перед політичною організацією. «Відстрокування» являє собою психологічне дослідження солдата, який потрапив у полон під час спроби врятувати життя іншій людині і тепер очікує на страту. Солдата можна сприймати як прототип надлюдини, біхевіористської людини, що робить гуманістичний вибір, навіть стикаючись із власною смертю. «Період», «Реальність» (Хьоншіль) і «Презирство» (Момьоль) продовжують досліджувати тему Корейської війни.
У 1970-х роках він відійшов від творчості, щоб зосередитися на журналістській кар'єрі, працюючи репортером і редактором для Тон-а Ільбо. У цей час він публікує казкові сатири на події того часу. Політичні та соціальні байки, такі як «Старий Лис» (Нильґин йоу), «Королівський моляр» (Імґимніє оґимні) і «Очі кролика» (Токкіє нун), зібрані в «Байки О Сангвона» (О Санвон унхва). У 1980-х він опублікував напівавтобіографічні оповідання, такі як «Гори» (Сан) і «Минуле, що перекривається» (Ґьопчін ґваґойо).
О Санвон прагнув гуманізму через літературне дослідження людей як універсальних істот. Він писав післявоєнні романи, підкреслюючи нелюдські аспекти війни та людську гідність. Однак було зазначено, що недоліком письменника було те, що, попри сильне враження, яке справляли його романи, їхні історії були занадто прості. Іншими словами, їхня оповідна якість була слабка. Отже, у пошуках матеріалу для роботи високого рівня, яка могла б подолати цю дилему, він, можливо, тому і зголосився стати газетним і соціальним репортером, що занурюється в соціальну реальність.
Були також випадки, коли деякі романи заборонялись через зовнішній політичний тиск під час військового режиму.

## Нагороди
Літературна нагорода Тонін

### Романи
Запис на білих паперах (кор. 백서에 기록); 1958 рік

### Короткі історії
Зрада (кор. 모반)
Відстрокування (кор. 유예); 1955 рік
Реальність (кор. 현실)
Презирство (кор. 모멸)
Гори (кор. 산); 1980-ті роки
Минуле, що перекривається (кор. 겹친 과거요); 1980-ті роки

### Байки
Байки О Санвона (кор. 오상원 우화); 1970-ті роки